# Dobre
Dobre es un pueblo de Polonia, en Mazovia.  Es la cabecera del distrito (Gmina) de Dobre, perteneciente al condado (Powiat) de Mińsk. Se encuentra aproximadamente a 18 kilómetros al noreste de Mińsk Mazowiecki, y a 48 km  al este de Varsovia. Su población es de 1.627 habitantes.